# Shian
Shian (jap. 志庵) – drugi album studyjny japońskiego piosenkarza Kōshiego Inaby, wydany 9 października 2002 roku. Osiągnął 1 pozycję w rankingu Oricon i pozostawał na liście przez 14 tygodni, sprzedał się w nakładzie 438 930 egzemplarzy. Utwór „Overture” został wykorzystany jako 16 ending (odc. 300–306) anime Detektyw Conan.
Album zdobył status platynowej płyty.

## Lista utworów
| CD (BMCV-8006) |                                                                                |      |
| Nr             | Tytuł                                                                          | Czas |
| 1.             | „O.NO.RE”                                                                      | 3:48 |
| 2.             | „LOVE LETTER”                                                                  | 4:03 |
| 3.             | „Touch”                                                                        | 4:34 |
| 4.             | „TRASH”                                                                        | 3:27 |
| 5.             | „Overture”                                                                     | 4:19 |
| 6.             | „GO”                                                                           | 4:43 |
| 7.             | „Fami-Res gozen sanji” (jap. ファミレス午前3時 Famiresu gozen 3-ji)            | 3:27 |
| 8.             | „Anata o yobu koe wa kaze ni sarawarete” (jap. あなたを呼ぶ声は風にさらわれて) | 3:53 |
| 9.             | „Here I am!!”                                                                  | 4:12 |
| 10.            | „Honō” (jap. 炎)                                                               | 4:07 |
| 11.            | „Seno de Revolution”                                                           | 3:33 |
| 12.            | „Todokimasu yō ni” (jap. とどきますように)                                     | 4:03 |

## Notowania
| Lista                      | Pozycja |
| -------------------------- | ------- |
| Oricon Weekly Albums Chart | 1       |
| Oricon Yearly Albums Chart | 39      |